# Nederlands Hervormde Kerk (Kockengen)
De middeleeuwse kerk van het kleine dorp Kockengen is gebouwd als rooms-katholieke parochiekerk met de naam Maria Hemelvaartkerk. Na de Reformatie werd deze kerk toegewezen aan de protestanten.
Het gebouw is een kruiskerk zonder zijbeuken. Het dateert grotendeels uit de 15e eeuw. Mogelijk zijn sommige delen, met name een deel van de toren, ouder. In de loop der eeuwen zijn kerk en/of toren enkele malen verbouwd en gerestaureerd. De toren is in 1635 hersteld en voorzien van een torenuurwerk. In de kerk bevindt zich een orgel dat in 1884 is gebouwd door Johan Frederik Witte. Sinds 1970 staat deze oude dorpskerk op de lijst van rijksmonumenten van de Rijksdienst voor het Cultureel Erfgoed.
Zoals bij vrijwel alle middeleeuwse kerken het geval is, staat de toren aan de westzijde en ligt het koor aan de oostzijde. In Kockengen leidt dit tot de volgende bijzondere situatie. De oude dorpskern ligt ingeklemd tussen twee evenwijdig lopende middeleeuwse afwateringskanalen, namelijk de Heicop aan de oostzijde en de Bijleveld aan de westzijde. De kerktoren staat direct achter de huizen aan de Bijleveld en het koor van de kerk is slechts door een kade gescheiden van het water van de Heicop.  